# Bembibre (La Coruña)
Bembibre (llamada oficialmente San Salvador de Bembibre) es una parroquia y un lugar español del municipio de Valle del Dubra, en la provincia de La Coruña, Galicia.

## Entidades de población
Entidades de población que forman parte de la parroquia:
- A Corredoira
- A Graciosa
- A Mexerica
- Arcai
- A Taboada
- Bembibre
- O Campo da Feira
- O Casal
- O Pazo
- Socortes

## Demografía

### Parroquia
| Gráfica de evolución demográfica de Bembibre (parroquia) entre 2000 y 2019 |
|                                                                            |
| Datos según el nomenclátor publicado por el INE.                           |

### Lugar
| Gráfica de evolución demográfica de Bembibre (lugar) entre 2000 y 2019 |
|                                                                        |
| Datos según el nomenclátor publicado por el INE.                       |